# Fenomenología de la percepción
La Fenomenología de la percepción es la obra principal del filósofo francés Maurice Merleau-Ponty, publicada en 1945.

## Análisis de las constancias cromáticas
Para Merleau Ponty, la percepción del color varia correlativamente a la percepción de la iluminación y la superficie de los objetos organizados dentro del campo perceptivo. Propiamente, no hay entonces percepción de colores puros, sino que éstos sólo se dan en su interrelación estructural con otros aspectos de la cosa que aparece. Es decir, el "escorzo" color, no aparece nunca separado de los escorzos "iluminación", "superficie", "textura", "redondez", etc. Un ejemplo puede servir para entender mejor esto. El limón, dice, es "esta manera particular en que el amarillo es ácido, y la acidez es amarilla". Allí vemos, entonces, que el color (amarillo) sólo aparece en su interrelación con otros aspectos de la cosa (en este caso, la acidez del limón). 
Por lo tanto, tanto las explicaciones intelectualistas como las empiristas no logran dar cuenta bien del problema de las constancias cromáticas, es decir, de cómo es que uno percibe un color como constante a pesar de que visualmente la cosa coloreada tiene diferentes matices en diferentes momentos. Ambas yerran porque suponen que debajo de las percepciones variables, existe un color real en la cosa. Y este color sería deducido (versión intelectualista) o bien sería una especie de imagen típica a la que reconducimos todas las apariciones (versión empirista). Para Merleau Ponty, en cambio, percibimos el color como estable; justamente debido a que el color sólo aparece en una estructuración con otros aspectos de la cosa. Dicha estructuración es la que se mantiene aproximadamente idéntica a sí misma, y por eso es que el color se mantiene estable. 
Este análisis particular del color y las constancias cromáticas puede luego generalizarse a todas las apariciones sensibles. De esta manera, tendríamos que ningún aspecto de la cosa aparece de forma separada, no hay cualidades sensibles puras, simples y separables; sino que cada una es lo que es por su interrelación estructural con otros aspectos de la cosa. 
La visión de Merleau Ponty implica una originalidad con respecto a la versión de la fenomenología clásica, según la cual las cosas (los noémas), aparecían debido a una intencionalidad que otorgaba sentido a la materia sensible. En cambio acá, en la medida en que las "apariciones sensibles" no son separables, podemos suponer que es en la sensación misma en la que aparece la forma; sin que haya necesidad de una conciencia trascendental constitutiva de trascendencias.

## La cosa o lo real
La experiencia perceptiva es siempre experiencia de estructuras (entendida como conjunto interactivo de partes  y relaciones). Por más que podamos desagregar esa estructura en subestructuras subyacentes, estas últimas son también estructuras. Lo último en este análisis sería una sensación que es ya, también ella, una pequeña estructura. 
A su vez, para Merleau Ponty las cosas se captan en relación con el esquema corporal. Eso implica que las cosas se aprenden como tales gracias a que mi cuerpo es capaz de explorarlas (con todo lo que esto implica en cuanto a capacidades  y limitaciones). En este sentido el cielo, por ejemplo, no es una cosa, ya que no se presta a un comportamiento habitual de mi cuerpo (o lo hace con ciertos aspectos como la visión).

## El mundo natural
En esta sección comienza el estudio de la cosa natural, como propedéutica para un estudio general de la naturaleza. En este sentido, la cosa natural es aquella (como el cielo) que no se presta a un comportamiento habitual de mi cuerpo: que tiene algo de no familiar, de inhumano. Las cosas no son simplemente, entonces, un correlato de nuestro cuerpo, o de nuestro esquema corporal. Hay ciertas cosas, como la piedra, que no están adaptadas a un cierto quehacer pragmático, que no disponen a nuestro cuerpo a realizar tales acciones, a llevar a cabo tales comportamientos. Esto, evidentemente, a diferencia de los artefactos como objetos de origen humano que sí cumplen con estas características que estarían ausentes en el objeto natural. Y, sin embargo, no hay que creer que estamos ante dos tipos de estructuras ontológicamente diferentes. En realidad, todo artefacto es ya también parte del mundo y, por lo tanto, también es, al menos en cierto sentido, una cosa natural. Esto es: todos los objetos del mundo son refractarios a un proyecto pragmático definido y podrían usarse para llevar a cabo otros comportamientos, además de aquellos a los que "normalmente" nos disponen. 
Con este anticipo ahora podemos considerar el mundo. Para nuestro autor éste es el horizonte de todos los horizontes, el horizonte último que permite la aparición de los objetos. Es ilimitado en el sentido de inagotable, pero esto sólo a condición de permanecer el mismo como inaprensible. No hay que suponer, sin embargo, que el mundo se presente como algún tipo de límite para nuestro conocimiento; por el contrario, como ya se señaló, es lo que permite que haya conocimiento en el mundo. Así pues, el mundo es por necesidad un misterio.